# Hartmuth Arenhövel
Hartmuth Arenhövel (* 24. Dezember 1938 in Münster, Westfalen) ist ein deutscher theoretischer Kernphysiker.
Arenhövel studierte ab 1959 Physik in Münster und danach an der  Albert-Ludwigs-Universität in Freiburg. Seine Diplomarbeit war noch experimentell (Röntgenstreuung von Quarzkristallen), er wechselte aber zur theoretischen Kernphysik an der Goethe-Universität Frankfurt am Main, an der er 1965 bei Walter Greiner über Photostreuung an schweren deformierten Kernen promoviert wurde. Als Post-Doktorand war er ein Jahr am National Bureau of Standards in Washington, D.C. bei Michael Danos, wo er sich mit Baryonresonanzen in Kernen zu befassen begann. Darüber habilitierte er sich 1970 in Frankfurt. Ab 1969 war er an der Johannes-Gutenberg-Universität Mainz, an der er 1972 Professor für theoretische Physik wurde.
2003 wurde er Fellow der American Physical Society (APS).
Er befasst sich insbesondere mit der theoretischen Beschreibung von Wenig-Nukleonen-Kernen, speziell dem Deuteron. Zum Beispiel mit der Beschreibung von Elektronenstreuung am oder Photodesintegration des Deuterons unter Berücksichtigung relativistischer und mesonischer Freiheitsgrade wie der Delta-Resonanz-Anregung der Nukleonen und Mesonenaustauschströme. Ab den 1990er Jahren behandelte er Mesonenerzeugung (Pion, Eta-Meson) am Deuteron. Dabei arbeitet er mit vielen verschiedenen experimentellen Gruppen zusammen.

## Schriften
- mit M. Sanzone Photodisintegration of the Deuteron, Few Body Physics, Supplement 3, 1991
- mit Hans-Jürgen Weber Nuclear isobar configurations, in Springer Tracts in Modern Physics, Band 65, 1972
- mit H. J. Weber  Isobar configurations in nuclei, Physics Reports, 36C, 1978, 277
- mit Walter Greiner Theory of photon scattering by nuclei and the dynamic collective model, Progress in Nuclear Physics, Band 10, 1968